# Volkssterrenwacht Simon Stevin

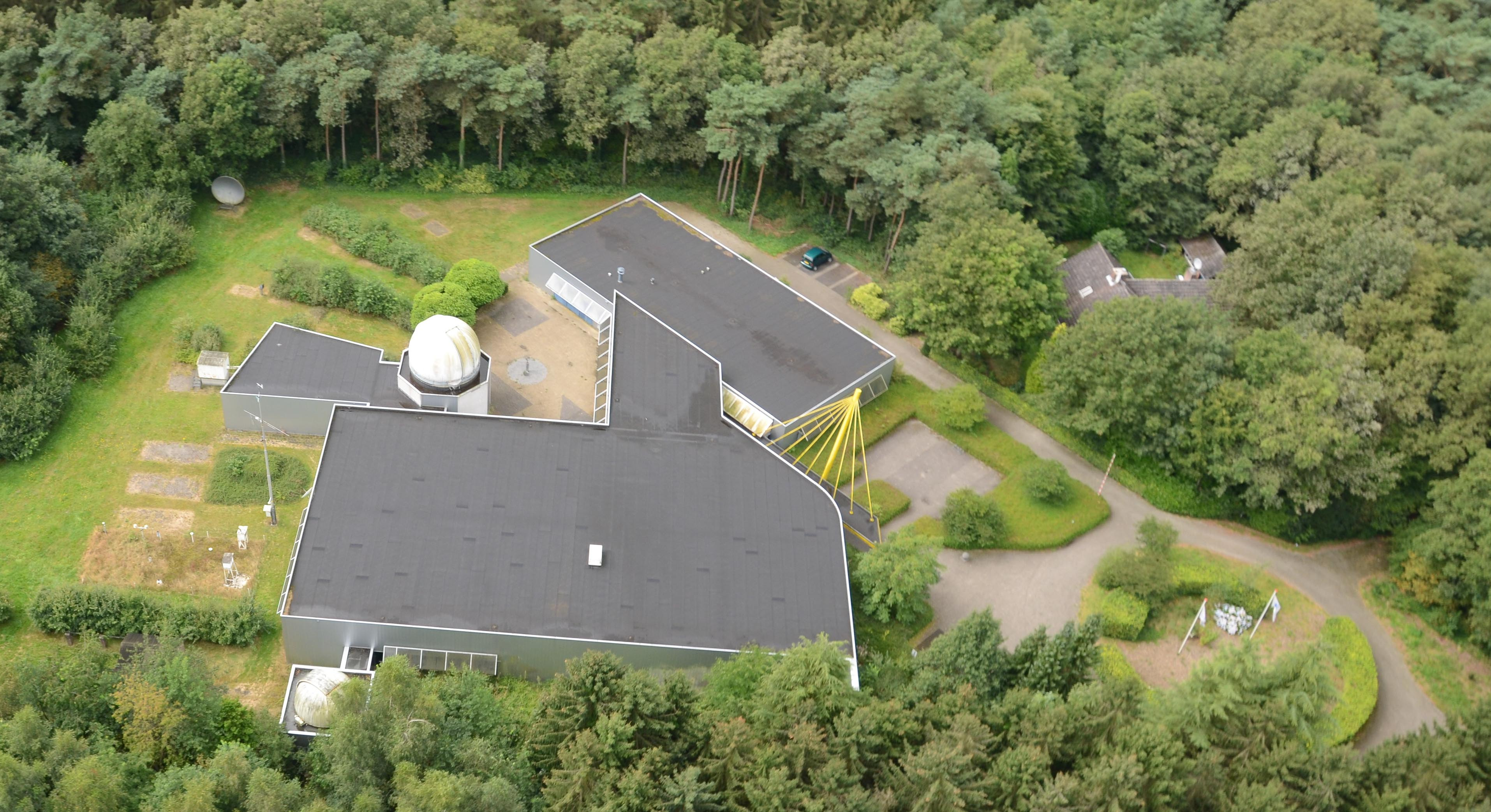
Luchtfoto van de voormalige sterrenwacht

Volkssterrenwacht Simon Stevin is een volkssterrenwacht, opgericht in 1961 te Oudenbosch. Wegens toenemende populariteit verhuisde men in 1970 naar het nabijgelegen Hoeven.
Later volgde hernoeming tot Sterrenwacht Quasar en na afnemende belangstelling vanaf de jaren negentig is de sterrenwacht opgeheven in 2008. Er werden rondleidingen, lezingen en cursussen gegeven, maar men kon bijvoorbeeld ook een telescoopspiegel leren slijpen en waarnemingen verrichten met de telescopen. In 2015 is hij op de oude locatie heropgericht als Sterrenwacht Tivoli.

## Gebruik van de instrumenten
De sterrenwacht beschikte onder andere over een radiotelescoop, oorspronkelijk een Würzburg-volgradar voor vliegtuigen tijdens de Tweede Wereldoorlog, gemaakt door de firma Telefunken.
Men deed er voornamelijk waarnemingen mee aan de zon.

## Historie

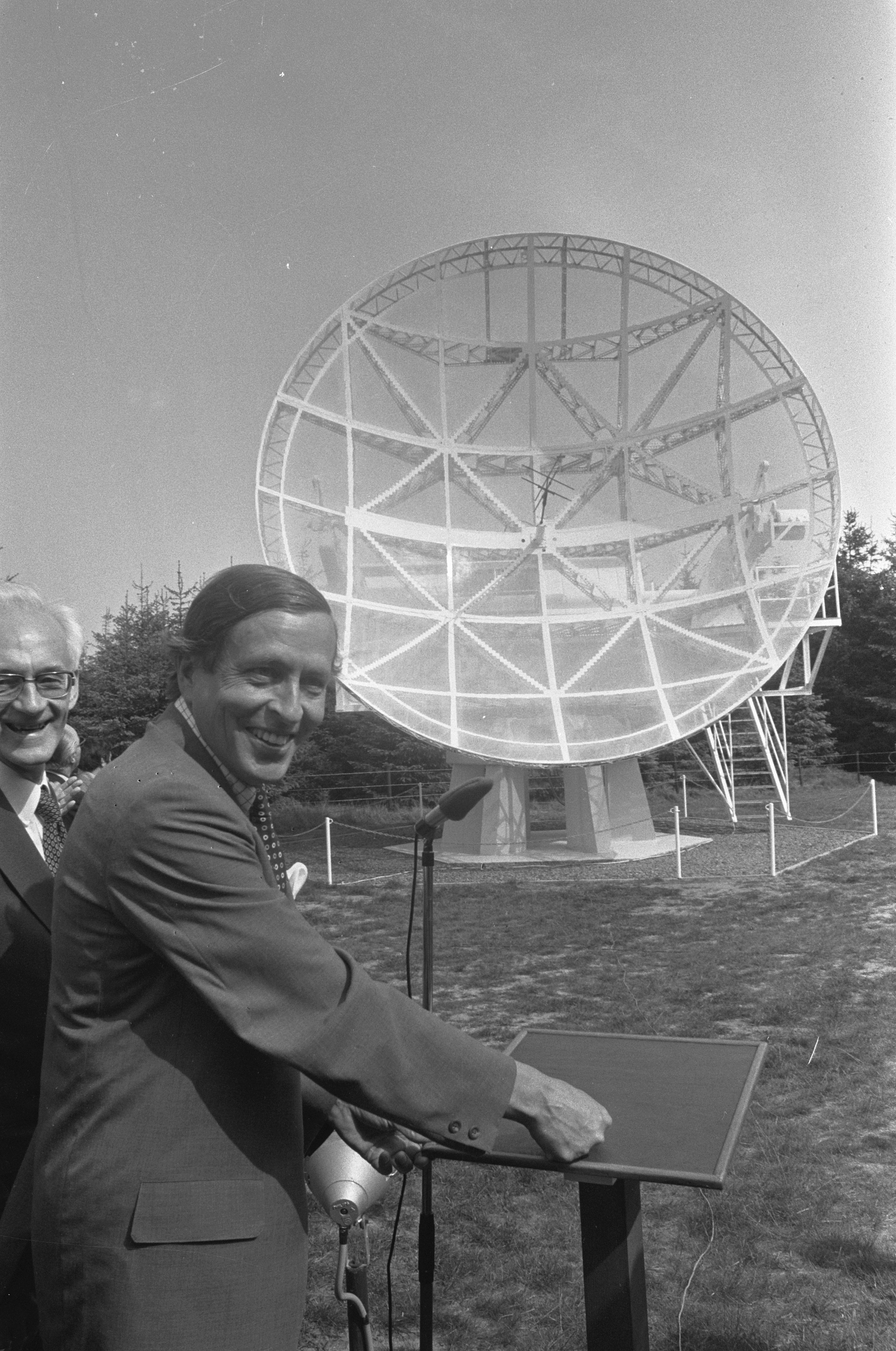
Prins Claus bij de ingebruikneming van de radiotelescoop van Volkssterrenwacht Simon Stevin op 18 mei 1974.

Op 14 januari 1961 richtten twee broeders van het toenmalige Jezuïetenklooster de Volkssterrenwacht Simon Stevin op, de eerste publiekssterrenwacht van Nederland. Een van hen was Broeder Erich, kloosternaam van de man die over wetenschappen schreef onder het pseudoniem Bruno Ernst.
In 1970 was het bezoekersaantal zodanig gegroeid, dat de sterrenwacht naar een eigen terrein verhuisde, aan de Bovenstraat in Hoeven.
Op 7 juni 1976 kreeg de 25.000ste bezoeker een verrekijker uitgereikt door Chriet Titulaer.
De belangstelling was groot tot in de jaren negentig en de sterrenwacht was jarenlang een begrip.
Theo Vermeesch werd per 1 juli 1969 directeur, naar hem is een planetoïde vernoemd: 7974 Vermeesch.
Sterrenkundigen Kees de Jager en Jan van Paradijs zijn voorzitter geweest van het bestuur.
De sterrenwacht nam deel in het sterrenkundig samenwerkingsverband Stichting De Koepel.
In 1994 kwam nieuwbouw gereed, naar ontwerp van Sturm Architecten.
De vernieuwde sterrenwacht werd op 20 april 1994 geopend door Koningin Beatrix.
Het recreatiebedrijf Molecaten Groep heeft de sterrenwacht overgenomen in de verkoop van het grondstuk dat ook Bosbad Hoeven omvatte. Zij gaf er dd 1999 de naam Quasar aan. In de overeenkomst met de vereniging Simon Stevin en de gemeente Halderberge was de afspraak opgenomen dat Molecaten Groep de sterrenwacht een aantal jaren open zou houden als onderdeel van hun nieuwe vakantiepark. Na afloop daarvan wilde Molecaten Groep van de locatie een conferentieoord maken maar daar gaf de gemeente geen vergunning voor. Vanaf toen is de sterrenwacht niet meer ondersteund en is deze uiteindelijk gesloten.
- In 2001 was de sterrenwacht in juli en augustus 21 uur per week geopend, de rest van het jaar 11 uur per week.
- In 2004 was dat verminderd tot 5,5 uur per week.
- Op 1 juli 2008 sloot de sterrenwacht de deuren.

Plannen voor heropening kwamen lange tijd niet van de grond en in mei 2011 werd bekend dat de sterrenwacht wegens te hoge kosten niet meer open zou gaan.
Eigenaar Molecaten had plannen om de apparatuur in bruikleen te geven aan andere sterrenwachten.
Bijna vijftig jaar na het vertrek van de sterrenwacht Simon Stevin uit Oudenbosch naar Hoeven, is in 2013 besloten dat de kijker en koepel weer terugkeren naar het voormalige klooster, waar de sterrenwacht in 1961 opgericht is. Op 10 oktober 2015 werd hij heropend onder de naam "Sterrenwacht Tivoli". De belangrijkste optische instrumenten zijn vanuit Hoeven weer overgebracht naar Oudenbosch.
Op 8 december 2022 werd bekendgemaakt dat Johan Vlemmix de leegstaande sterrenwacht gekocht heeft met het plan er een televisiestudio van te maken.